# Loulé
Loulé (Portugisisk udtale: [loˈlɛ]) er en portugisisk by og kommune i distriktet Faro i provinsen Algarve i det sydlige Portugal. Kommunen havde i 2011 70.622 indbyggere og dækker et areal på 765,12 km². Den er beliggende mellem byerne Albufeira og Faro, og ligger omkring 10 kilometer fra Faro, hovedstaden i distriktet. Loulé betjenes af Comboios de Portugal (Portugals statsbaner), og er beliggende på strækningen mellem Lagos og Vila Real de Santo António.
Loulé er inddelt i følgende freguesias: Almancil, Alte, Ameixial, Benafim, Boliqueime, Quarteira, Querença, Salir, São Clemente, São Sebastião og Tôr.